# 킹스턴 체제
킹스턴 체제(Kingston system)는 1976년 자메이카의 수도인 킹스턴에서 체결된 체제이며, 현재까지 유지되고 있는 시스템이다. 이 시스템은 각국이 환율제도를 자유롭게 채택할 수 있게 함으로써 공통된 체제가 없다는 의미에서 'non-system'이라고도 불린다.

## 내용
- IMF 회원국 모두는 변동 환율제와 고정 환율제 중 자유롭게 환율제도를 선택한다.
- 회원국은 환율의 변동성(volatility)을 완화하기 위한 외환시장 개입은 할 수 있으나 환율을 조작(manipulation)해서는 안된다.
- 달러와 금과의 관계를 단절시킨다.

## 같이 보기
- 브레턴우즈 체제
- 금본위제도